# Ludunu
Ludunu – osada (buurt) w dzielnicy Mahuma, miasta Willemstad, w dystrykcie Willemstad, w kraju autonomicznym Curaçao, należącym do Holandii, w Ameryce Południowej. 20 października 2023 r. liczyła 100 mieszkańców.  